# Lylou Borg
Lylou Borg, née le 31 mai 2005 à Pessac, est une handballeuse internationale française évoluant au poste de demi-centre au Metz Handball, en Division 1.
Dans sa famille, le handball est un élément central puisqu'elle et sa sœur jumelle, Enola Borg, sont les filles de Myriam Borg-Korfanty, championne du monde en 2003, et de Jean-Charles Borg, ancien handballeur de haut niveau et entraîneur.

## Biographie

### Ascendance et formation
Lylou Borg et sa sœur commencent le handball à quatre ans, à l'US Mios-Biganos, club dans lequel joue sa mère, Myriam Borg-Korfanty. En 2020, à quinze ans, elle intègre l'équipe senior du club, qui évolue en Nationale 1. Dès 2021, elle rejoint les équipes de France jeunes, et participe, cette année là, au championnat d'Europe des moins de dix-sept ans, où la France termine onzième. En 2022, elle fait partie de l'équipe de France des moins de 18 ans féminine de handball qui prend part au championnat du monde de la catégorie. L'équipe termine à la cinquième place, et Lylou contribue pour 48 buts et 22 passes décisives. L'année d'après, elle est de nouveau appelée pour le Championnat d'Europe des moins de 19 ans, où la France se place sixième.

### Révélation à Mérignac (2023-2025)
En juin 2023, Lylou Borg signe son premier contrat professionnel avec le Mérignac Handball pour une durée de deux ans. Pour sa première saison chez les profesionnelles, elle joue vingt match et inscrit soixante-trois buts, ce qui lui permet d'être élue Jeune révélation inspirante par la LFH, une distinction qui récompense la meilleure jeune joueuse de la saison. En juin 2024, elle prend part au championnat du monde des -20 ans en 2024 (en). Après une finale remportée face à la Hongrie (29-26), l'équipe de France est sacrée championne du monde et Lylou Borg reçoit le titre de meilleure joueuse du tournoi.
En 2024-2025, Lylou inscrit 184 buts et participe au maintient du club au sein de la première division. Elle finit meilleure buteuse de la compétition et est nommée pour le trophée LFH de la meilleure demi-centre, où elle finit deuxième derrière Petra Vamos. En janvier 2025, Mérignac annonce que Lylou quittera le club à l'issue de la saison pour rejoindre le Metz Handball.
En mars de la même année, elle joue son premier match en équipe de France face à l'Allemagne

## Vie privée
En parallèle de sa carrière professionnelle, Lylou Borg mène des études de psychologie.

## Palmarès

### En sélection
- médaille d'or au championnat du monde des -20 ans en 2024 (en).